# Dramaturgie (littérature)
Pour les articles homonymes, voir Dramaturgie.
La dramaturgie, du grec δρᾶμα [drama] qui signifie action, est l’art de transformer une histoire, vraie ou imaginaire, en un récit construit, comportant un ou des personnages en action. En littérature, la dramaturgie est l’art du récit par son évocation écrite figée.
N.B. : Il ne faut pas confondre le terme « dramatique », qui signifie "conforme aux règles de la dramaturgie" et qui peut être le récit d’une histoire avec une fin heureuse ou malheureuse, avec « tragique », qui reflète systématiquement l'idée de malheur. Ce n'est que par abus de langage que les deux termes ont été confondus.

## La première création littéraire: légende d’Isis et d’Osiris
Il y a quatre mille cinq cents ans, avant l’apogée de la civilisation moyen-orientale, et bien avant l’apparition de la civilisation occidentale, le premier grand État du monde, l’Égypte, avait déjà construit sa légende fondatrice, celle d’Isis et d’Osiris et ses prêtres et ses artisans entreprirent de la graver sur la pierre. Cette légende a été rapportée en Europe par le Grec Plutarque qui, au Ier siècle de l’ère chrétienne, l’avait recueillie lors d’un voyage en Égypte. Comme les Grecs ne savaient pas déchiffrer l’écriture égyptienne, ils en appelèrent les signes hiéroglyphes, « l’écriture secrète », mais pour les Égyptiens, elles étaient les « paroles divines ».
Ainsi que l’ont fait tous les peuples, la cosmogonie de l’Égypte ancienne explique la formation du monde et des éléments fondamentaux : la terre, le ciel, l’eau, le feu, et les mystères qui entourent l’existence de tout être vivant : la reproduction, la naissance et la mort. Les parents d’Isis et d’Osiris sont deux dieux tutélaires, souvent représentés dans leurs fonctions, strictement cosmogoniques : Geb, le dieu de la terre, dieu fertile qui nourrit les vivants, et sa sœur et épouse, Nout, la déesse du ciel, voûte céleste protectrice du monde.
Geb et Nout ont quatre enfants, les dieux Osiris et Seth, les déesses Isis et Nephtys. Ces enfants vivent et agissent dans un monde intermédiaire, issu des dieux, et divin lui-même, mais plus proche des hommes que des dieux tutélaires, notamment par l’humanité de leurs désirs, de leurs répulsions et des actes qui en découlent. La légende d’Isis et d’Osiris a été mise au point au cours de plusieurs siècles, voire en un millénaire, et représente la plus ancienne occurrence d’un récit construit écrit mettant en place plusieurs personnages liés entre eux par leurs passions. Elle peut se résumer en trois parties :
- Osiris épouse sa sœur Isis, et Seth épouse sa sœur Nephtys.

Seth est jaloux d’Osiris à qui les dieux tutélaires ont donné le titre de « Roi du monde des Hommes ». De plus, Osiris a eu avec Nephtys, l’épouse de Seth, un fils adultérin, Anubis. Seth attire son frère dans un piège, et le tue par noyade, constituant un climax ou acmé, un moment fort de l’action. En dramaturgie, ce crime est l’élément déclencheur. Et celui-ci décide Isis à rendre vie à son mari et à perpétuer son sang en lui donnant un héritier. C’est maintenant son objectif.
- Isis récupère le cadavre de son époux.

Mais, autre obstacle, Seth le dérobe et cette fois, le dépèce en quatorze morceaux qu’il éparpille sur les bords du Nil (autre climax ou acmé). Isis pleure toutes les larmes de son corps de déesse, provoquant la première crue du fleuve sacré. Elle part ensuite à la recherche de la dépouille de son mari, en compagnie d’Anubis, son beau-fils. Ils retrouvent treize débris du royal cadavre, le sexe a été dévoré par un poisson. Anubis reconstitue le corps de son géniteur, faisant de lui la première momie. Isis sculpte dans la glaise un pénis en érection pour parfaire l’illusion. Avec sa sœur Nephtys, elles battent de leurs ailes et Osiris ressuscite, le temps pour Isis de le chevaucher et être fécondée (autre climax ou acmé). Osiris n’en a pas pour autant rejoint le monde des vivants. Les dieux tutélaires le nomment alors « Roi du monde des Ténèbres » et son rôle est d’accueillir les âmes mortes et de les juger en fonction de leurs actes dans le monde des vivants. Dans cette tâche, il est aidé par Thot. Isis accouche en secret d’un fils, Horus, qu’elle dissimule dans un couffin au milieu des roseaux du Nil, afin que Seth ne puisse le trouver et le supprimer.
- Ellipse temporelle. Horus a grandi.

Horus a échappé à la fureur meurtrière de son oncle. Une idée l’obsède : venger son père. Les dieux tutélaires lui permettent de combattre Seth en un duel dont il sort vainqueur, bien que blessé (autre climax ou acmé), mais ils lui interdisent de tuer Seth. Isis proteste, Horus insiste, les dieux acceptent enfin qu’il châtie l’assassin en le châtrant (autre climax ou acmé). Seth est définitivement stérile, comme le désert, dont il a la couleur (il est roux), tandis qu’Horus perpétue le sang de son père (qui est noir comme le limon du Nil et comme la majorité des habitants de l’Afrique aux époques où naquit cette légende). Horus devient le « Roi du monde des Hommes », un titre qu’il lègue au premier des pharaons, son envoyé sur terre, le seul à porter le « sang d’Horus ». L’objectif d’Isis est ainsi atteint.
Il faut remarquer que le récit de cette légende met en place immédiatement un conflit à plusieurs causes entre Osiris et Seth, qui fait d’Isis une veuve, de Seth un assassin, et d’Osiris une victime ; tragique début qui n’attend pas le développement de l’histoire pour instaurer un climat délétère. Le Grec Aristote, dans sa Poétique, conseille aux conteurs d'entamer leur récit par un moment fort, en évitant toute exposition inutile, et de rechercher au contraire une action signifiante.

## L’épopée de Gilgamesh
Née oralement à la même époque, et bientôt transcrite en écriture cunéiforme sur des tablettes de terre cuite, l’Épopée de Gilgamesh évoque un roi historique qui a régné sur la ville d’Ourouk, une cité-État de la Mésopotamie, au bord de l’Euphrate, dans le sud de l’Irak actuel. Mais l’ouvrage lui prête des aventures et des amours purement légendaires. Contrairement à l’Égypte, qui était structurée en État, avec une administration centrale et un vaste territoire sous sa domination, Ourouk est comme Sumer, Our ou Kish. « Elles étaient toutes des villes indépendantes, défendues par une muraille (celle d’Ourouk faisait 9 kilomètres de long), entourées de terres cultivées qui leur appartenaient et qui leur fournissaient la nourriture, les textiles, la laine, le bois, tout ce qui permettait à une ville de plusieurs milliers d’habitants de prospérer. En contrepartie, la ville assurait aux paysans par son roi et son armée une protection contre les envahisseurs et les pillards, elle maintenait un ordre social grâce à ses fonctionnaires et ses juges, et elle apportait la protection divine par l’entremise de ses prêtres ».
Dans la légende d’Isis et d’Osiris, ainsi que dans la cosmogonie générale de l’Égypte ancienne, un point fondamental est établi : l’inceste divin, le mariage du frère et de la sœur, permet aux dieux de conserver leurs forces. Le chef de l’État égyptien, Pharaon, reprend à son compte cette tradition qui devient l’inceste royal, auquel se plieront tous les successeurs humains du dieu Horus, ceux qui « sont du sang d’Horus ».
Dans la légende de Gilgamesh, d’autres traditions sont évoquées. Gilgamesh éprouve assez peu d’attirance pour la déesse Ishtar, déesse de l’amour et maîtresse de la vie et de la mort. Elle-même se voudrait désirée et aimée par ce roi superbe aux mœurs belliqueuses. Mais Gilgamesh est tombé amoureux d’un homme élevé parmi les animaux, Enkidu, un rude adversaire contre qui il lutte un jour à égalité de force, avant de tomber dans ses bras car les deux hommes se sont reconnus comme étant le seul amour qu’ils puissent éprouver.
De récents travaux rapprochent l’Épopée de Gilgamesh des douze Travaux d'Héraclès (l’homologue grec du héros romain Hercule), la légende babylonienne étant antérieure de près d'un millénaire aux écrits d’Homère.

## La Bible hébraïque
Les Hébreux, l’un des nombreux peuples qui étaient sous domination égyptienne et payaient tribu à Pharaon sous forme de corvées, imaginèrent une légende dans laquelle leurs tribus (ce sont des nomades qui élèvent du bétail) jouaient un rôle central. Les premiers textes seraient datés du XVe siècle av. J.-C., mais le livre en lui-même fut assemblé entre le VIIIe siècle et le VIe siècle av. J.-C., qui sont les datations historiques actuellement admises.
La Bible hébraïque était destinée sans doute à rassembler, autour d’une légende présentée comme étant à l’origine du monde, des peuples qui n’avaient de commun que leur nomadisme et leur sujétion. C’est une pure création littéraire, avec les ingrédients de l’aventure, du fantastique, de la guerre et de la révolution.[Interprétation personnelle ?] Sa datation réelle la porte au niveau des grandes épopées du conteur grec Homère, et les amours très humaines qui y sont décrites montrent un même goût pour le récit sentimental.

## L’Iliadeet l’Odyssée
L’Iliade est un poème qui raconte le siège de la ville de Troie, en Asie mineure, par les cités grecques coalisées autour de Ménélas dont l’épouse, la belle Hélène, avait été séduite par le beau Troyen Pâris, et que le mari bafoué voulait récupérer. L’auteur présumé de ce long poème de 15 337 vers s’appelait Homère, qui l’a écrit au VIIIe siècle av. J.-C. Les aèdes grecs, tels Homère, composaient leurs poèmes ou leurs tragédies de tête, oralement, et les déclamaient devant leur public. Plus tard, ces poèmes ont été transcrits fidèlement, devenant les premières œuvres littéraires qui ont ainsi pu profiter de diverses traductions et arriver jusqu’à nos jours.
La préparation du débarquement des troupes grecques avait pris dix années, et le siège lui-même avait duré dix autres années. Homère, pour intensifier sa dramaturgie, a pris soin de rapprocher le plus possible son action de l’épisode ultime de la guerre, c’est-à-dire la chute de Troie ; très exactement, cinquante-cinq jours avant. Les nombreux retours en arrière lui ont permis d’évoquer les éléments du drame.
« Avoir participé en héros à la fameuse guerre de Troie conférait à une famille un haut lignage. Un aède doué, et grassement payé, pouvait faire jouer aux ancêtres d’un généreux donateur un rôle important imaginaire parmi des héros réputés tels qu’Agamemnon, Achille, Ulysse et les autres, ce qui a longtemps fait supposer que la guerre de Troie était pure invention du poète Homère, alors qu’en vérité elle a bien eu lieu ». Mais les péripéties que Homère décrit dans son Iliade sont dans leur majorité inventées par l’aède ou, pour le moins, embellies par son talent lyrique.
L’"Odyssée" est une épopée composée plus tardivement par Homère, un poème de 12 109 vers. L’action se passe après la guerre de Troie, et elle est centrée sur le personnage d’Ulysse, le plus rusé des guerriers grecs puisque c’est par un stratagème imaginé par lui (le cheval de Troie) que la ville fut prise, « dans le cheval de bois, où nous étions embusqués, tous les meilleurs guerriers d’Argos, portant aux Troyens le meurtre et la mort ». Ulysse vainqueur, revient dans son royaume d’Ithaque, ou du moins il tente de regagner son rivage où l’attendent sa fidèle épouse, Pénélope, et son fils Télémaque. Poséidon, le dieu de la mer, pleure son fils, le Cyclope Polyphème, dont Ulysse a crevé l’unique œil. Il poursuit de sa haine le héros de Troie et provoque son naufrage. Il faudra à Ulysse de nombreuses années pour rejoindre son royaume, car il va tomber sous le charme d’une magicienne et rencontrer de terribles adversaires. Ce qui ne l’empêche pas, au sein de ce poème, de raconter tout ce qu’il a fait avant, lors du siège de Troie, une façon habile d’Homère de recommencer ce récit mythique, et d’en exploiter le succès, cette fois vu à travers les yeux du guerrier « aux mille ruses ».

## La chanson de geste
La chanson de geste reprend au Moyen Âge le principe du récit légendaire pour inculquer les règles de la chevalerie.